# Олшевек
Олшевек (словен. Olševek) — поселення в общині Шенчур, Горенський регіон, Словенія. Висота над рівнем моря: 469,61 м.

## Демографія
Станом на 1 січня 2022 року населення Олшевек становило 386 осіб, з яких чоловіків — 201 особа, жінок — 185 осіб. Густота населення — 89,77 осіб/км².